# Гошиці (Малопольське воєводство)
Гошиці (пол. Goszyce) — село в Польщі, у гміні Коцмижув-Любожиця Краківського повіту Малопольського воєводства.
Населення — 523 особи (2011).
У 1975-1998 роках село належало до Краківського воєводства.

## Демографія
Демографічна структура станом на 31 березня 2011 року:
|          | Загалом | Допрацездатний вік | Працездатний вік | Постпрацездатний вік |
| -------- | ------- | ------------------ | ---------------- | -------------------- |
| Чоловіки | 255     | 55                 | 177              | 23                   |
| Жінки    | 268     | 56                 | 158              | 54                   |
| Разом    | 523     | 111                | 335              | 77                   |